# Ботнарь, Виталий Валерьевич
Вита́лий Вале́рьевич Бо́тнарь (рум. Vitaliy Botnari; род. 19 мая 2001, Бельцы, Молдова) — российский и молдавский футболист, вратарь.

## Клубная карьера
Уроженец Молдовы. В возрасте десяти лет переехал в Россию.
В 2013 году начал заниматься футболом в московской СШОР №27 «Сокол». Летом 2014 года перешёл в академию московского «Локомотива». 
6 сентября 2019 года в матче первенства ПФЛ против «Долгопрудного» дебютировал в профессиональном футболе за фарм-клуб «Локомотив-Казанка».
3 февраля 2020 года подписал двухгодичный контракт с московским «Торпедо». 9 марта 2020 года в матче против курского «Авангарда» дебютировал в первенстве ФНЛ.
3 декабря 2020 года контракт был продлен на два года. В сезоне 2021/22 с клубом стал победителем Первого дивизиона.
17 июля 2022 года в матче против «Сочи» дебютировал в РПЛ.
15 июля 2023 года подписал трёхлетний контракт с клубом «Пари Нижний Новгород».
1 февраля 2024 года вернулся в московское «Торпедо». В сезоне 2024/25 с клубом стал серебряным призёром Первой лиги.

## Карьера в сборной
Выступал за юношеские сборные России. Привлекался к тренировкам молодёжной сборной.

## Статистика выступлений
| Выступление         | Выступление      | Выступление      | Лига | Лига | Кубки | Кубки | Итого | Итого |
| Клуб                | Лига             | Сезон            | Игры | Голы | Игры  | Голы  | Игры  | Голы  |
| ------------------- | ---------------- | ---------------- | ---- | ---- | ----- | ----- | ----- | ----- |
| → Локомотив-Казанка | ПФЛ              | 2019/20          | 1    | −2   | —     | —     | 1     | -2    |
| → Локомотив-Казанка | Итого            | Итого            | 1    | −2   | —     | —     | 1     | -2    |
| Торпедо (Москва)    | ФНЛ              | 2019/20          | 2    | −2   | 1     | −5    | 3     | -7    |
| Торпедо (Москва)    | ФНЛ              | 2020/21          | 23   | −21  | 0     | 0     | 23    | -21   |
| Торпедо (Москва)    | Первый дивизион  | 2021/22          | 36   | −32  | 0     | 0     | 36    | -32   |
| Торпедо (Москва)    | РПЛ              | 2022/23          | 4    | −7   | 0     | 0     | 4     | -7    |
| Торпедо (Москва)    | Итого            | Итого            | 65   | −62  | 1     | −5    | 66    | -67   |
| Пари НН             | РПЛ              | 2023/24          | 0    | 0    | 4     | −10   | 4     | -10   |
| Пари НН             | Итого            | Итого            | 0    | 0    | 4     | −10   | 4     | -10   |
| Торпедо (Москва)    | Первая лига      | 2023/24          | 6    | −6   | 0     | 0     | 6     | -6    |
| Торпедо (Москва)    | Первая лига      | 2024/25          | 16   | −10  | 1     | −1    | 17    | -11   |
| Торпедо (Москва)    | Итого            | Итого            | 22   | −16  | 1     | −1    | 23    | -17   |
| Всего за карьеру    | Всего за карьеру | Всего за карьеру | 88   | −80  | 6     | −16   | 94    | -96   |

## Достижения
«Торпедо» (Москва)
- Победитель Первого дивизиона: 2021/22
- Серебряный призёр Первой лиги: 2024/25
- Итого : 1 трофей